# Gary Reed
Gary Reed, född 25 oktober 1981, är en kanadensisk friidrottare som tävlar främst på 800 meter. 
Reed deltog vid VM i Paris 2003 där han blev utslagen i kvalet. Han deltog även vid Olympiska sommarspelen 2004 i Aten men inte heller där nådde han en finalplats. Hans första mästerskapsfinal blev VM-finalen vid VM i Helsingfors 2005 där han slutade på en åttonde plats på tiden 1.46,20.
Reeds stora genombrott kom när han slutade tvåa vid VM i Osaka 2007 bara slagen av Kenyas Alfred Yego. Reed deltog även vid Olympiska sommarspelen 2008 i Peking där han åter gjorde ett bra lopp och blev fyra på tiden 1.44,94 bara tre tjugofemtedelar från Yego som var bronsmedaljör.
Vid VM 2009 blev han utslagen redan i semifinalen. Han avslutade emellertid friidrottsåret med att bli tvåa vid IAAF World Athletics Final 2009.

## Personliga rekord
- 400 meter - 46,45 från 2006
- 800 meter - 1.43,68 från 2008